# Härdat fett
Härdat fett är fett vars sammansättning av fettsyror förändrats genom fetthärdning, hydrogenering. Vid härdningen omvandlas enkel- och fleromättade fettsyror till mättade, genom att vätemolekyler binds in i fettmolekylens kedjestruktur. Det  ger det härdade fettet en högre smältpunkt och därmed en fastare konsistens samt hindrar oxidering, det vill säga  härskning, eftersom vätemolekylen tagit den plats som syret intar i oxidationen. Härdat fett används bland annat vid tillverkning av margarin. Härdat fett är inte tillåtet i KRAV-märkta livsmedel.